# Blue Slide Park
Blue Slide Park é o álbum de estreia do raper norte-americano Mac Miller, lançado a 8 de Novembro de 2011 pela Rostrum Records. Alcançou a primeira posição na tabela musical Billboard 200, vendendo 144 mil cópias na sua semana de estreia.